# Torre de telecomunicaciones de Pionyang

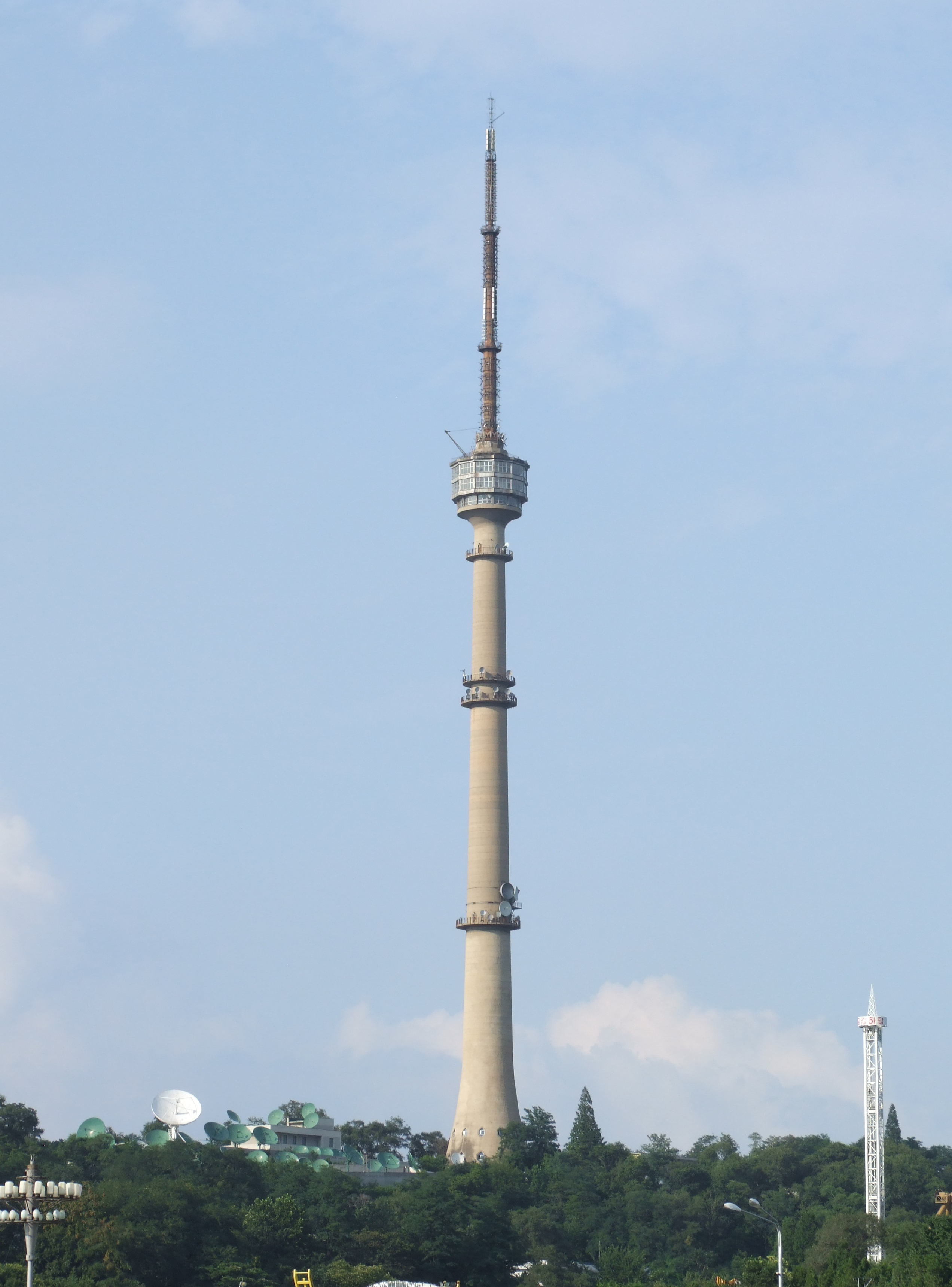
Torre de televisión de Pionyang.

La torre de televisión de Pionyang es una torre de radiodifusión de hormigón armado de 150 metros de alto, ubicada en Pionyang, Corea del Norte. Fue construida en abril de 1967 para aumentar el área de transmisión, bastante pobre en aquel momento ante la falta de repetidores, y para poder iniciar las transmisiones de televisión en color. Posee una plataforma de observación y un restaurante panorámico, por lo que es usada frecuentemente con fines turísticos, si bien no suele aparecer en los itinerarios oficiales, tal vez por la falta de mantenimiento. La torre es utilizada por la Televisión Central de Corea para emitir su programación.
El diseño de la torre de TV de Pionyang está fuertemente influenciado por la Torre Ostankino de Moscú, construida al mismo tiempo, pero es más simple. Posee antenas de transmisión a 34.5 m, 65 m, 67.5 m  y 85 m de altura, ubicadas en terrazas circulares. Existe una plataforma de observación de tres pisos accesible por ascensores y una escalera a 94 metros de altura. En la punta de la torre existe una antena de transmisión de 50 m de alto.